# Tetge
Tetge is een historisch Duits motorfietsmerk
Dit was een bedrijfje dat van 1923 tot 1926 148- en 172 cc zijkleppers en ook V-twins maakte. De fabriek stond in Gehlis bij Leipzig.